# Wetterzeube
Wetterzeube ist eine Gemeinde im Burgenlandkreis in Sachsen-Anhalt. Sie gehört der Verbandsgemeinde Droyßiger-Zeitzer Forst mit Sitz in Droyßig an.

## Geografie

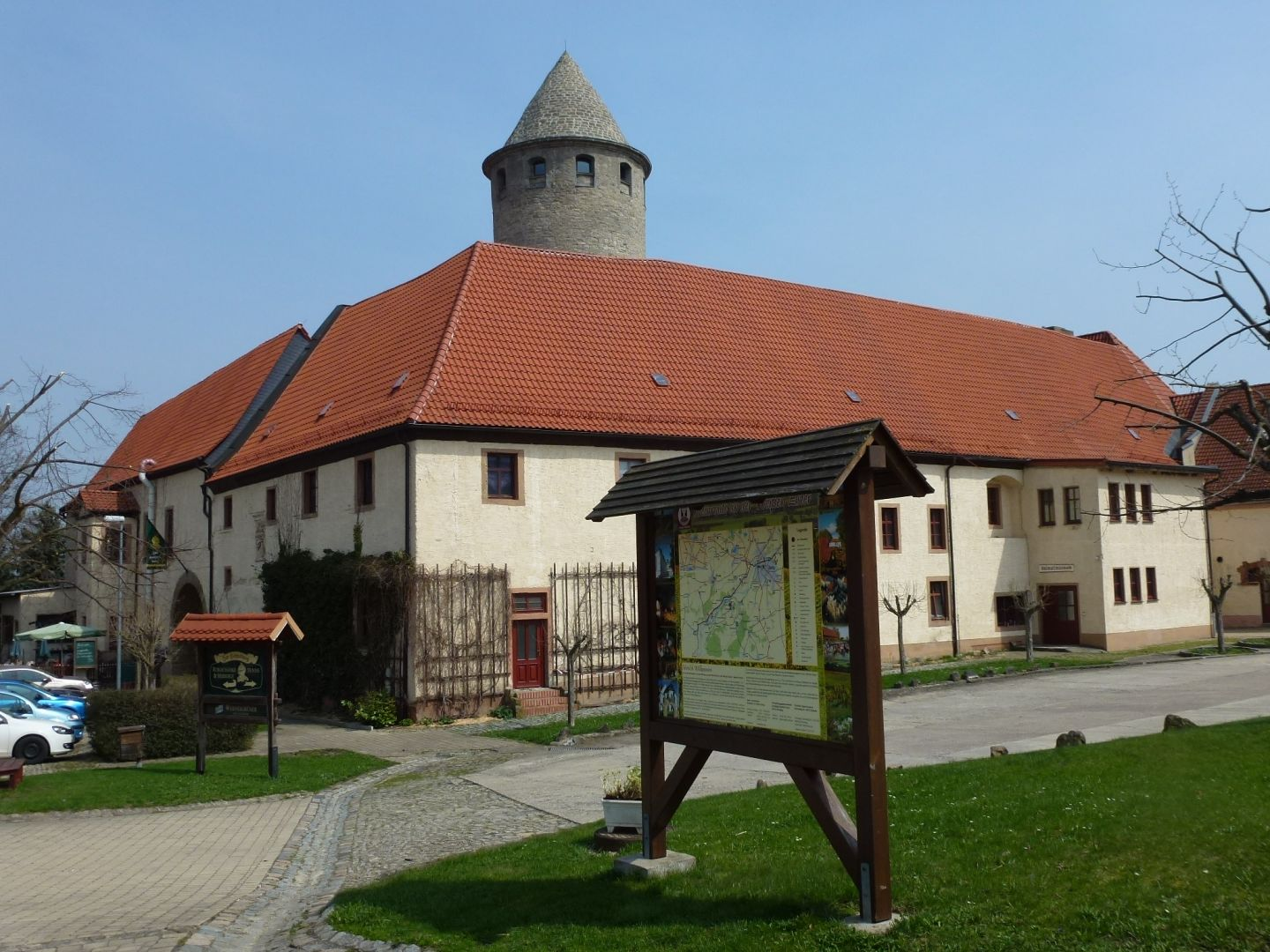
Haynsburg

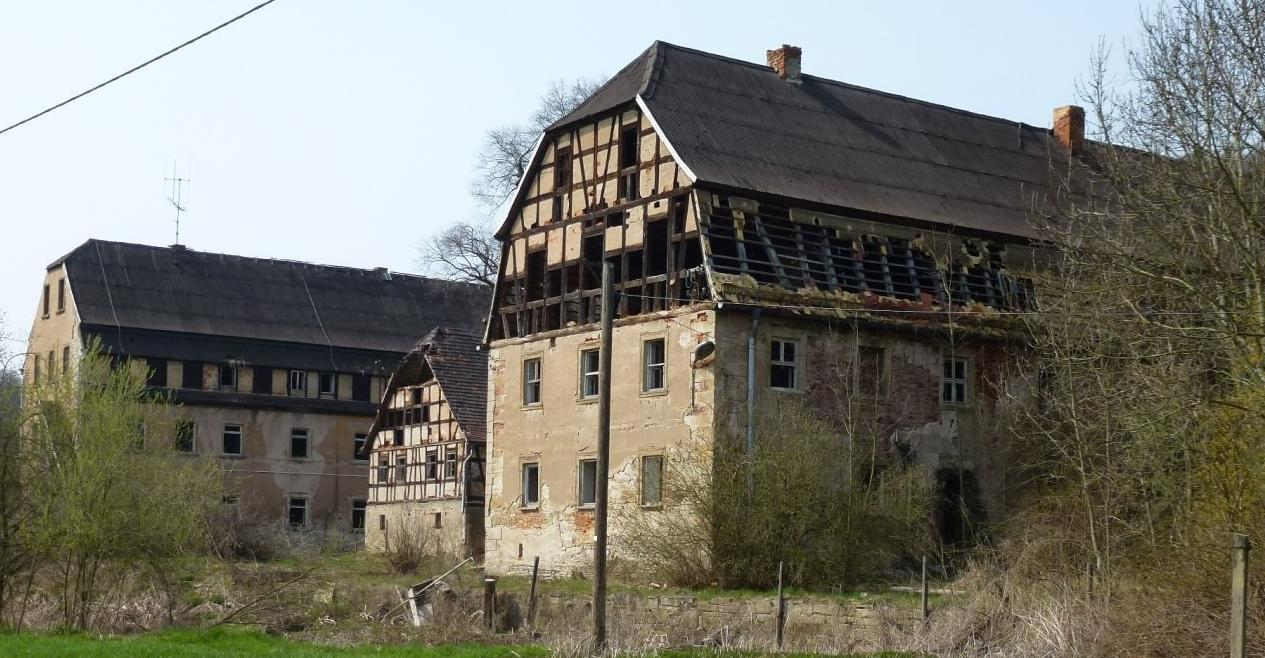
Verfallene Neumühle bei Sautzschen

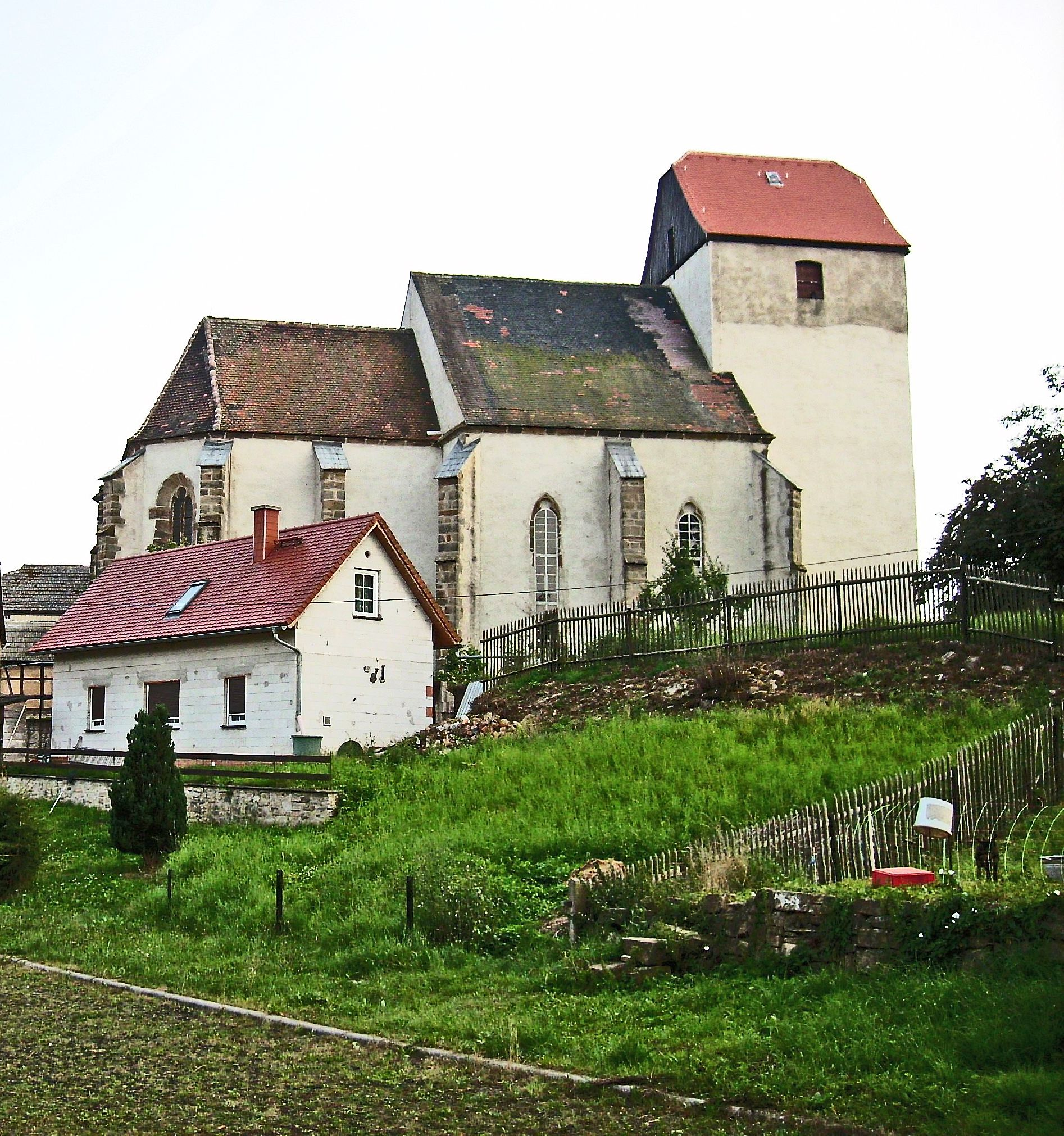
Kirche Pötewitz

Die Ortschaft liegt etwa 11 km südwestlich von Zeitz und 16 km nördlich von Gera.
Angrenzende Gemeinden sind Droyßig und Kretzschau im Burgenlandkreis sowie Crossen an der Elster und Heideland im thüringischen Saale-Holzland-Kreis.
Zu Wetterzeube gehören die Ortsteile
| - Breitenbach - Dietendorf - Goßra - Haynsburg - Katersdobersdorf - Kleinpötewitz - Koßweda - Obersiedel | - Pötewitz - Raba - Rossendorf - Sautzschen - Schkauditz - Schleckweda - Schlottweh - Trebnitz |

Die Gemeinden Breitenbach, Wetterzeube und Haynsburg schlossen sich am 1. Januar 2010 zur neuen Gemeinde Wetterzeube zusammen.

## Geschichte
Die erste urkundliche Erwähnung von Wetterzeube erfolgte 1209 als Wetirzibe. Der Name wurde 1287 Wetirsin geschrieben, 1450 Wetterczin und im 16. Jhd. Wetterzeibe. Der Name soll sich ableiten aus den slawischen Worten  „vetr“ für Wind und  „šibati“ für schlagen, also: „dort, wo der Wind schlägt“ bedeuten.
Große Teile des heutigen Ortes lagen bis 1792 im kursächsischen Amt Haynsburg.
Nach der Vereinigung mit Podebuls lautete der amtliche Ortsname bis zum 30. Juni 1950 Podebuls-Wetterzeube.

### Eingemeindungen
Am 1. Juli 1950 wurden die bis dahin eigenständigen Gemeinden Dietendorf, Koßweda und Schkauditz eingegliedert.
Am 1. Januar 2010 wurden Breitenbach und Haynsburg eingemeindet.

### Entwicklung der Einwohnerzahl
| - 1990: 1258 - 1995: 1231 - 2000: 1191 | - 2003: 1166 - 2007: 1115 |

 Datenquelle: Statistisches Landesamt Sachsen-Anhalt, Stand: ab 1995 jeweils am 31. Dezember

## Politik

### Wappen
Das Wappen und die Flagge wurden am 1. Juni 2015 durch den Burgenlandkreis genehmigt.
Blasonierung: „In Rot mit einer rechten goldenen Flanke, darin ein spitzbedachter, ab der Mitte verjüngter roter Turm mit goldenem Torbogen sowie drei goldenen Rundbogen- und zwei quadratischen Fenstern (3:1:1), ein aus einer goldenen Weintraube mit 16 Beeren, Blättern und Ranke wachsendes goldenes Kreuz mit Kleeblattenden.“
Das Wappen wurde vom Kommunalheraldiker Jörg Mantzsch gestaltet. Es zeigt in seiner Symbolik den weithin sichtbaren Turm der Haynsburg und weist durch die Darstellung der Weintraube auf den über Jahrhunderte betriebenen Weinanbau hin. Durch die 16 Beeren der Weintraube wird anhand einer Zahlensymbolik auf die 16 Ortsteile der Gemeinde verwiesen. Das aus der Traube wachsende Kreuz spielt auf das sogenannte Wetterkreuz an, einem steinernen Kreuz, das sich unter einer Linde genau am Abzweig nach Katersobersdorf am Wege zwischen Haynsburg und Dietendorf befindet. In früheren Zeiten führte hier der Höhenweg von Zeitz nach Gera entlang. An der höchsten Stelle des Weges (251,5 m) stand ursprünglich ein hölzernes Kreuz. Ein 1831 am Reformationstag gesetztes Steinkreuz war bereits 1868 zerstört. 1897 wurde das noch heute existierende Kreuz errichtet. Hergestellt hatte es der Steinhauermeisters Bernhard Topschall aus Zeitz.
Die Farben der Gemeinde sind Rot - Gelb.

### Flagge
Flaggenbeschreibung: „Die Flagge der Gemeinde Wetterzeube ist rot - gelb - rot gestreift (Querform: Streifen 1:4:1 waagerecht verlaufend, Längsform: Streifen 1:3:1 senkrecht verlaufend) und mittig mit dem Gemeindewappen belegt.“

## Sehenswürdigkeiten

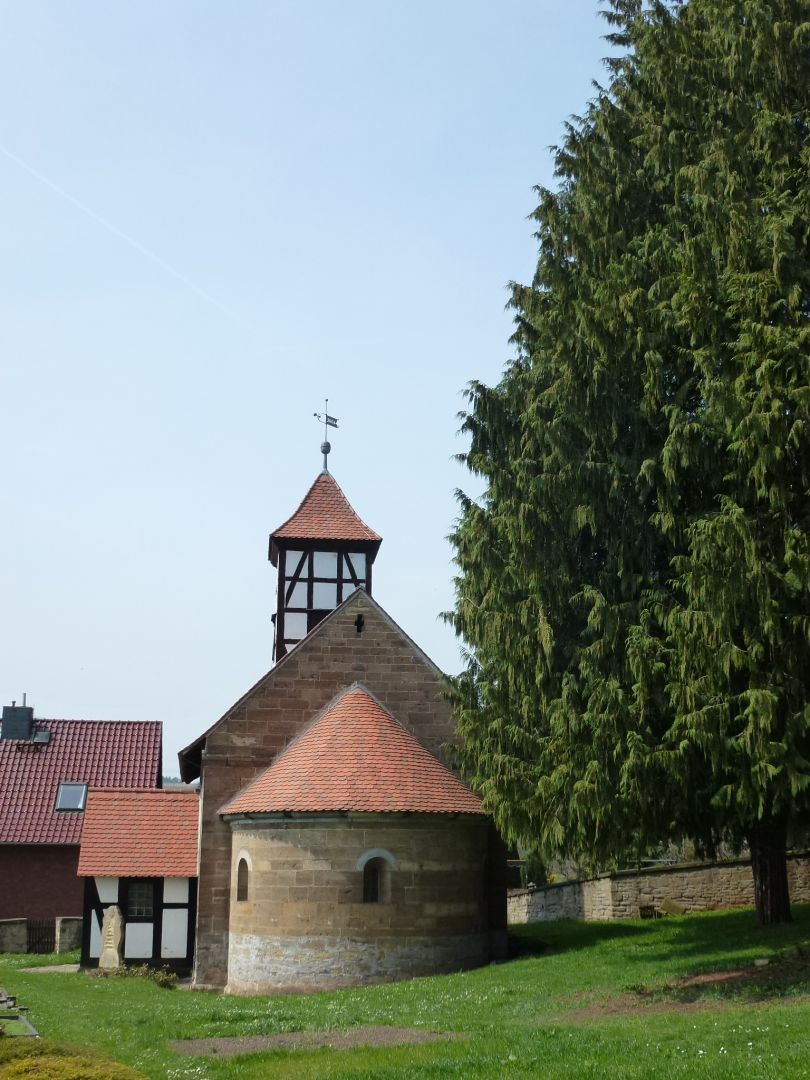
Romanische Kirche in Schkauditz

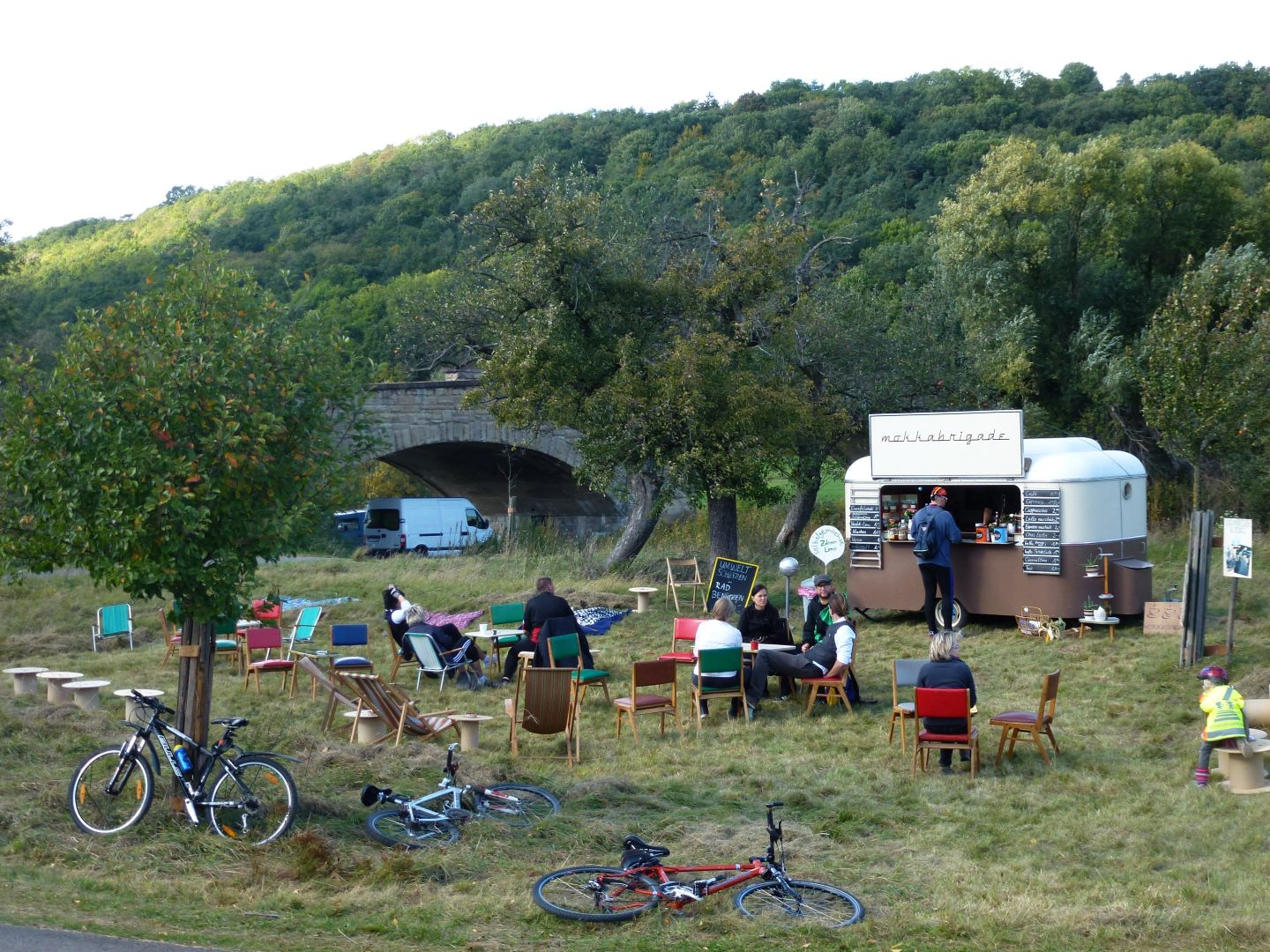
Cafe am Elsterradweg

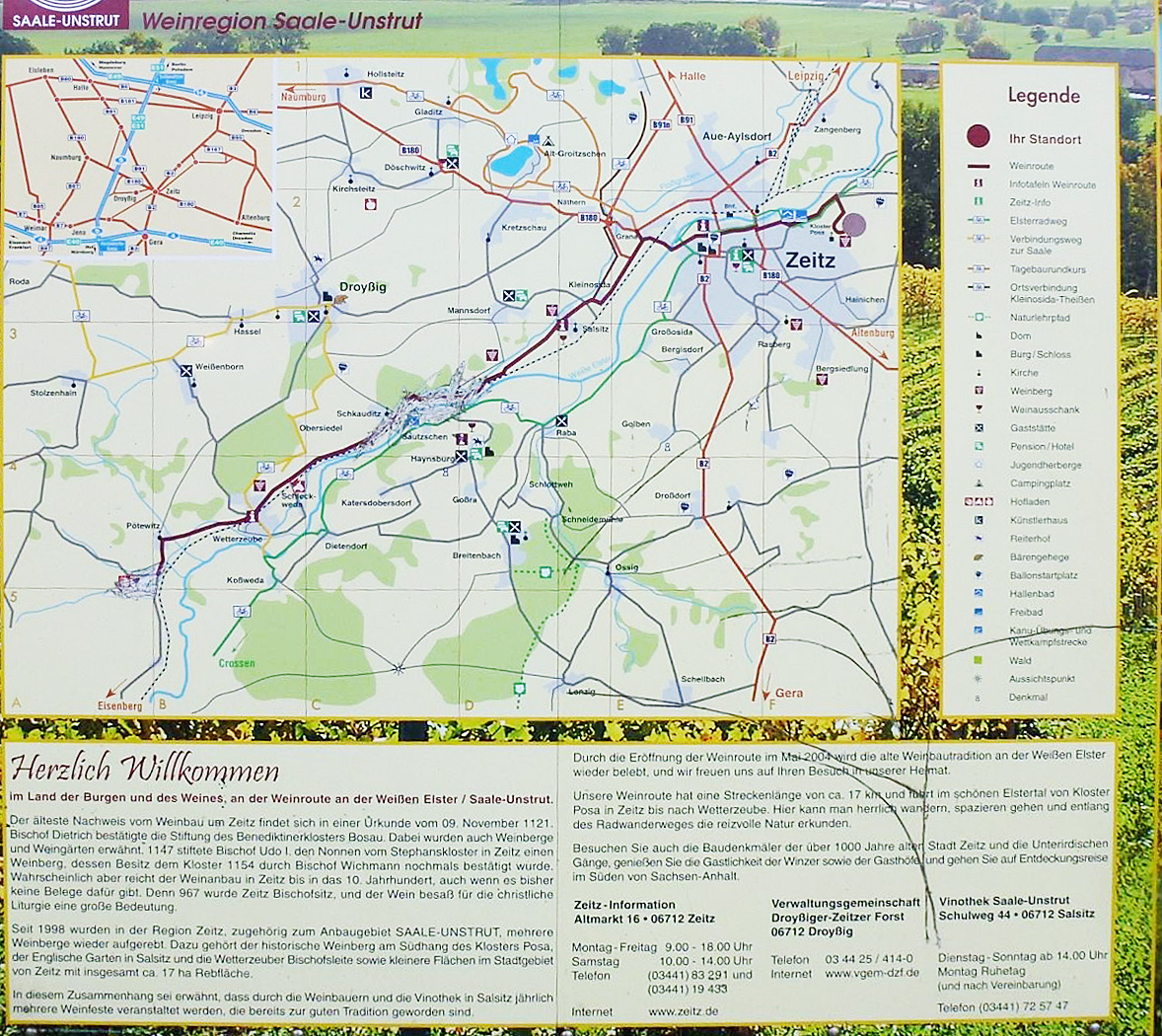
Infotafel zur Weinroute

Die Kirche St. Sebastian im Ortsteil Pötewitz wurde im Wesentlichen im 15. Jahrhundert anstelle eines romanischen Vorgängerbauwerks erbaut, ist eingefasst in einen von einer Bruchsteinmauer begrenzten Kirchhof und verfügt über einen Dreiflügelaltar. Ein weiterer Sakralbau ist die regional bekannte romanische Kirche im Ortsteil Schkauditz.
Die Burg Haynsburg besitzt als ältesten Teil einen Bergfried aus dem 11. Jahrhundert.
Der Elster-Radweg führt durch die Gemeinde.
Außerdem ist Wetterzeube der Anfangspunkt der ca. 20 km langen Weinroute an der Weißen Elster, die bis zum Kloster Posa nach Zeitz führt.
Nahe Rossendorf liegt der Sachsenberg, ein von Wanderern häufig begangenes Gelände. Der Droyßiger Wald im Nordwesten und der Zeitzer Forst im Osten umrahmen die Ortschaften auf dem Gemeindegebiet und weisen eine gute Aussicht in das Tal der Elster auf.

## Vereine

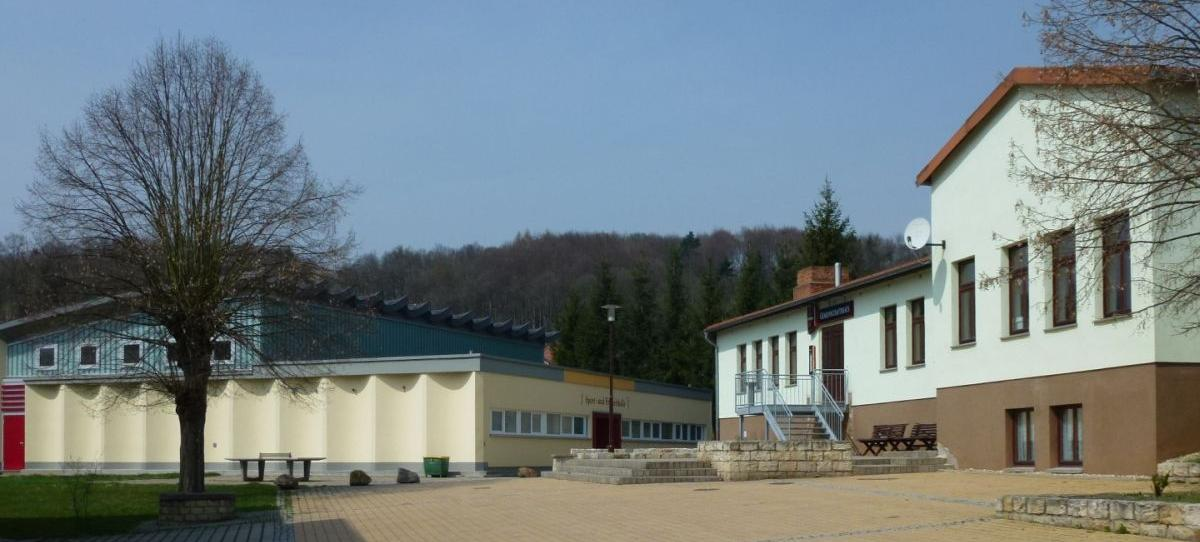
Sport- und Freizeithalle Wetterzeube

- Schalmeienkapelle Wetterzeube e. V.
- Sportverein Wetterzeube e. V.

## Verkehr und Infrastruktur

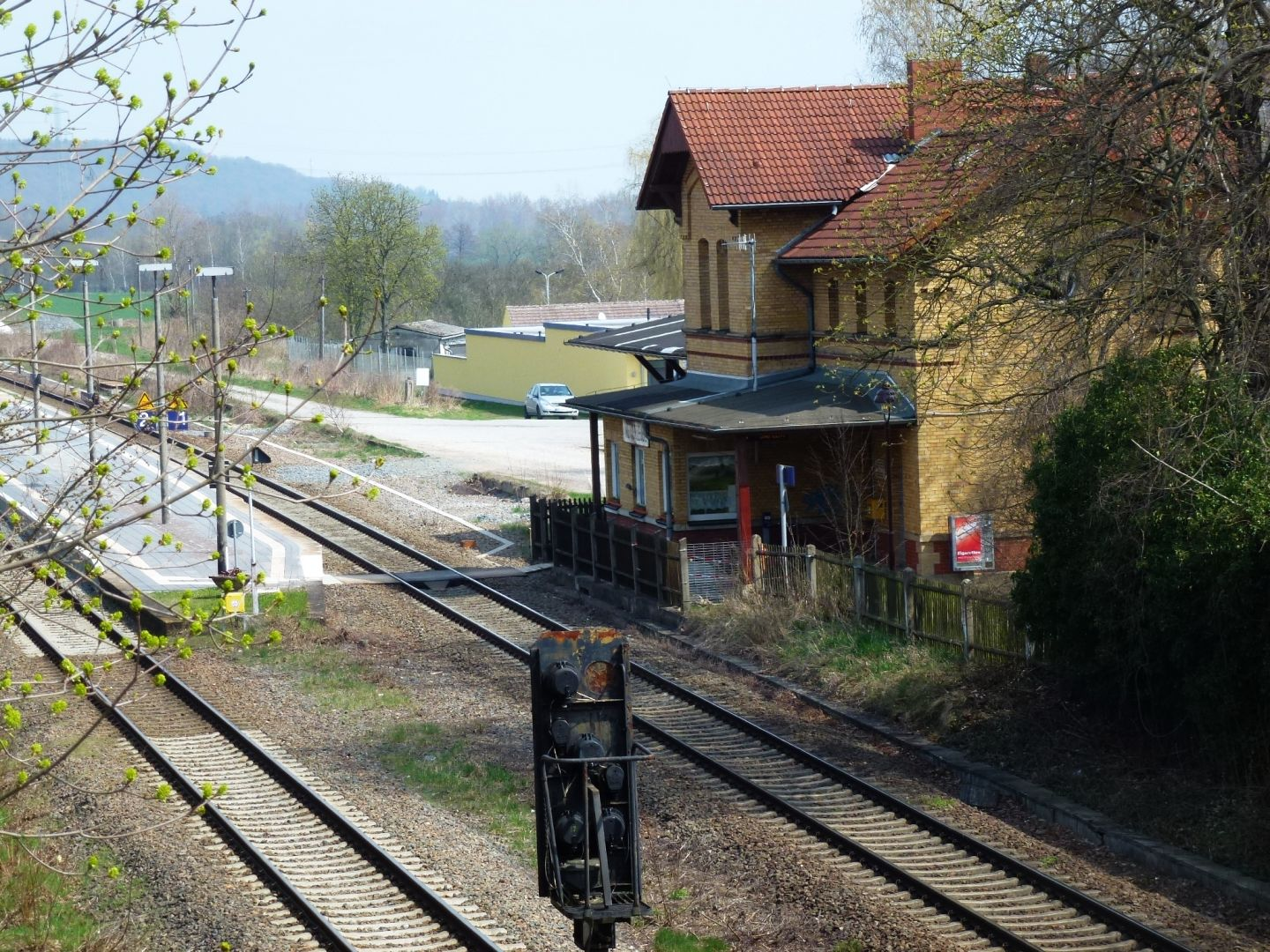
Bahnhof

### Verkehr
Wetterzeube besitzt einen Bahnhof an der Bahnstrecke Leipzig–Probstzella. Es gibt Bahnverkehr nach Zeitz, Saalfeld, Gera und Leipzig.

### Infrastruktur

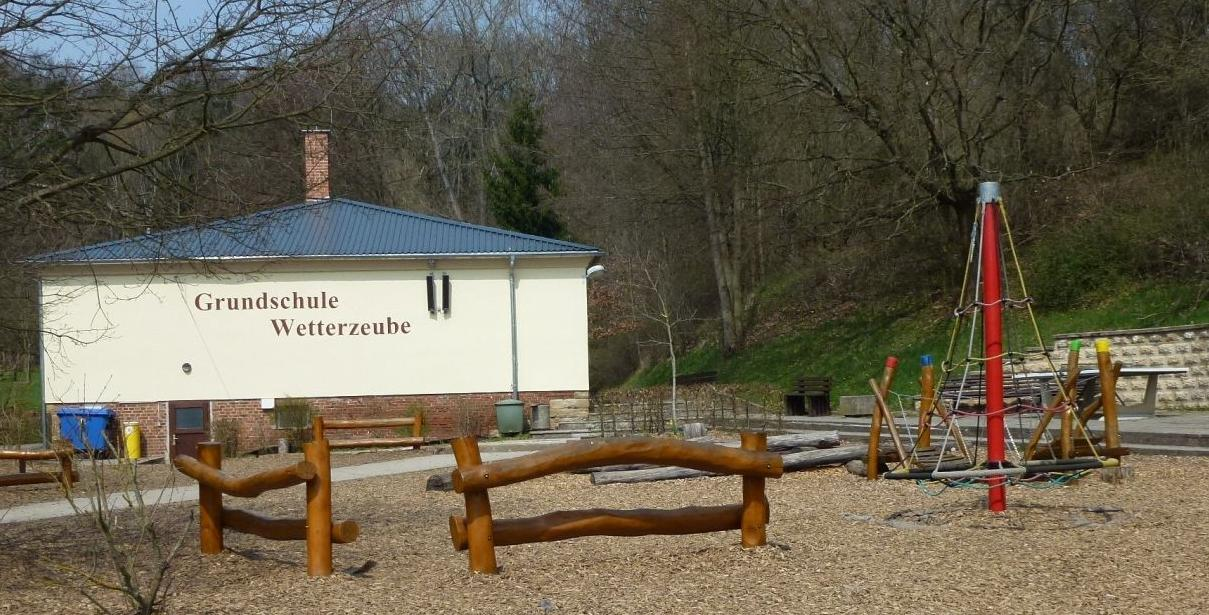
Grundschule in Wetterzeube

In Wetterzeube gab es eine Grundschule. Sie wurde zum Schuljahresende 2014 geschlossen.

## Persönlichkeiten
- Christian Schumann (1681–1744), Pfarrer und Kirchenlieddichter, war ab 1736 Pfarrer in Pötewitz
- Adolf Reichard (1849–1929), Freidenker, Erfinder, Land- u. Gastwirt. Geboren als Bauernsohn in Goßra. Heiratete in Haynsburger Gastwirtschaft ein. Er war hier Gründungsmitglied von Arbeiterturn- und Arbeiterbildungsvereinen, stand im Gedankenaustausch mit berühmten Philosophen dieser Zeit und initiierte die Anlegung des „Freidenkerfriedhofs“ bei Haynsburg.[11]
- Walter Paduch (1931–2023), Offizier der Nationalen Volksarmee (NVA)